# 卢德米拉·马尼克莱尔
卢德米拉·马尼克莱尔（英語：Ludmila Manicler，1987年7月6日—），阿根廷女子足球运动员，司职前锋，曾效力阿根廷國家女子足球隊，代表国家参加了2007年女子世界杯足球赛和2008年夏季奥林匹克运动会。